# Гаджиев, Хадис Муслимович
Хадис Муслимович Гаджиев (род. 5 марта 2003 года) — российский самбист, призёр чемпионата России по боевому самбо.

## Спортивная карьера
4 июня 2024 года ему было присвоено звание мастер спорта России. 7 марта 2025 года в Краснодаре стал бронзовым призёром чемпионата России.

## Спортивные достижения
- Чемпионат России по самбо 2025 — ;